# 54
Anul 54 (LIV) este an obișnuit  conform calendarului iulian, sau anul 807 după Ab urbe condita. Este cunoscut drept anul consulatului lui Lentulus și Marcellus. Este și primul an de domnie al împăratului Nero Claudius Caesar Augustus Germanicus al Imperiului Roman. 

## Evenimente

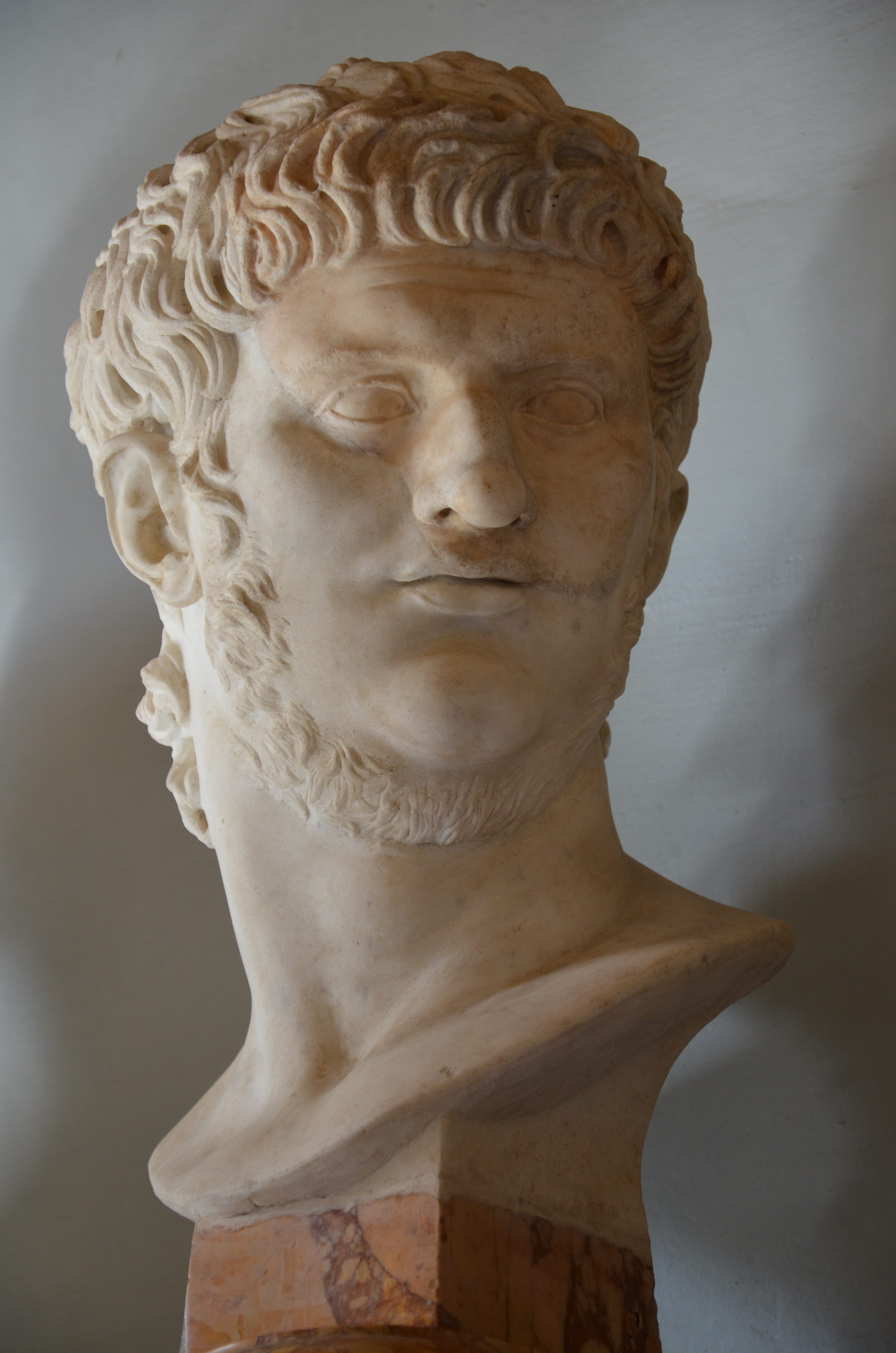
Nero

- 13 octombrie- împăratul Claudius moare după ce a fost otrăvit cu ciuperci de către Agrippina, soția și nepoata sa.   Nero Claudius Caesar Augustus Germanicus, fiul  Agrippinei, devine noul împărat al Imperiului Roman.  [1]
- Prima decizie imperială - Nero încearcă să interzică  luptele dintre gladiatori, dar eșuează după ce Senatul i se opune.
- Imperiul Roman anexează portul Aden din sudul Yemenului pentru a proteja ruta maritimă dintre Alexandria și restul Asiei.
- Doi centurioni sunt trimiși în sudul Egiptului pentru a caută sursă de izvorare  a  fluviului Nil, și noi provincii potențiale. Aceștia raportează că sunt multe orașe în deșert, dar sunt prea sărace pentru a fi cucerite.

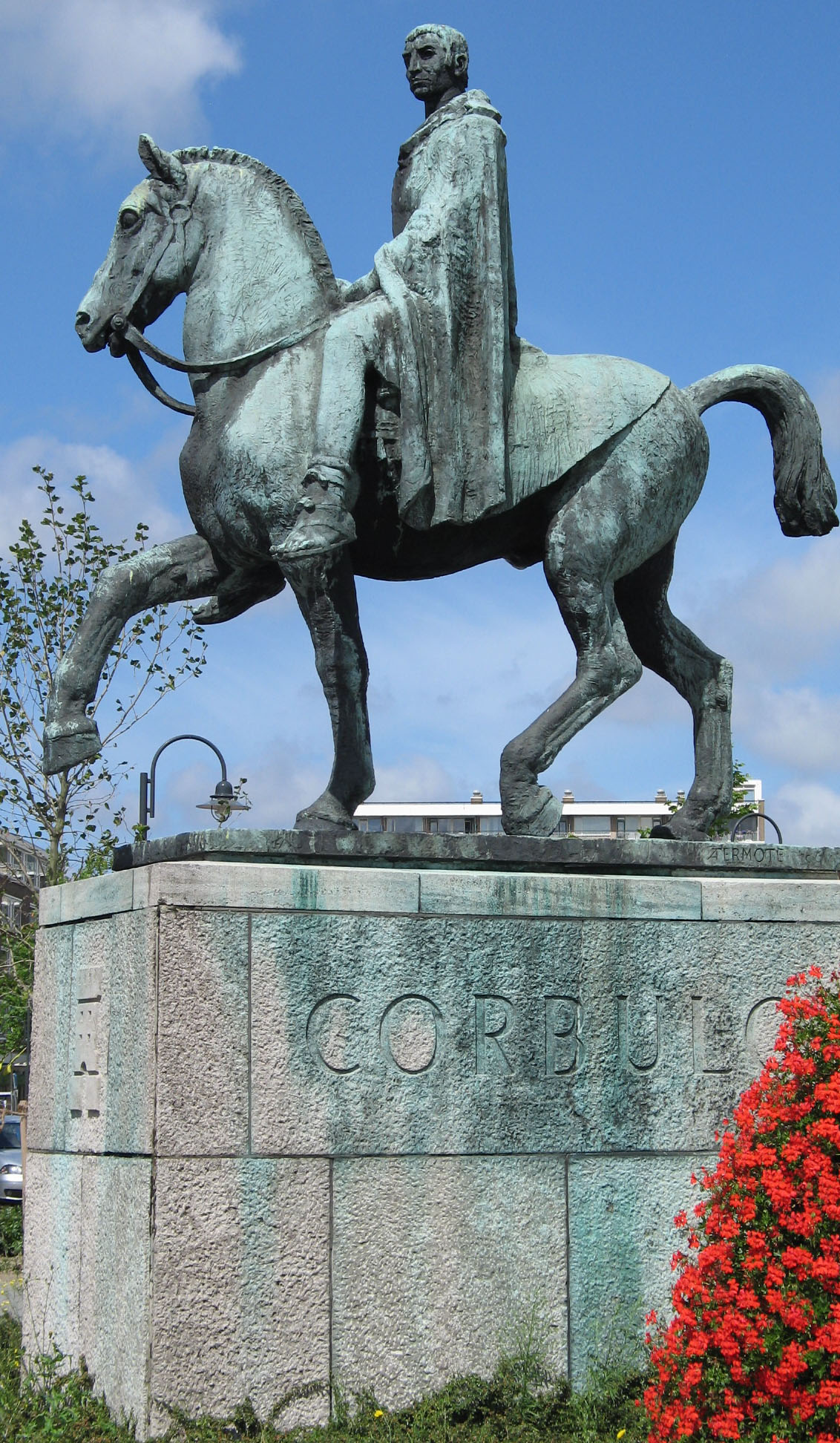
Gnaeus Domitius Corbulo

- Gnaeus Domitius Corbulo este numit guvernator al Asiei, având o misiune secretă de la  Nero și miniștrii săi, Seneca și Burrus, să recupereze provincia Armeniei și să o redea Imperiului Roman.
- Corbulo efectuează inspecții asupra bazei legiunii a zecea Fretensis din Cyrrhus, Siria, și descoperă că legiunea romană e demoralizată de pacea de lungă durata încât că soldații și-au vândut coifurile și scuturile.
- Corbulo recrutează unități auxiliare în regiune și le staționează  în forturile de la frontieră, cu ordine de la Nero să nu-i provoace pe parți la un conflict.
- În Cezareea erup violente între evrei și păgâni. Garnizoană romană, alcătuită din sirieni, au luat partea păgânilor  . Evreii s-au răsculat  , înarmați cu săbii și bate, s-au întâlnit în piață. Guvernatorul Iudeeii, Antonius Felix, a ordonat trupelor să atace. Ulterior, și Nero a luat partea paganilor și le-a dat evreilor statutul de "cetățeni de clasa a doua", fapt ce-i înfurie pe evrei.
- În Britania, Venutius condue o răscoala împotriva fostei sale soții, Cartimandua, regina briganților și aliat al Romei. Guvernatorul Didius Gallus trimite trupe militare  conduse de Caesius Nasica și învinge răscoala rebelilor.
- Iarna 54 - Domitius Corbulo mărșăluiește cu legiunile sale -Legio VI Ferrata și Legio X în munții Cappadociei și construiește o tabără, apoi își supune soldații la antrenamente dure, cu  marșuri de 25 mile și antrenamente cu arme.
- Patriarhul Onesimus îl succede pe Stachys apostolul ca noul patriarh al Constantinopolului.
- Pavel din Tarsus își începe cea de-a treia călătorie pentru provaduirea invatamintelor lui Christos.  Acesta îl convertește la creștinism pe Apollos, asistentul său din Efes.

## Decese
- 13 octombrie - Claudius, împărat roman, posibil otrăvit de soția sa Agrippina (n. 10 î.Hr.)
- Ban Biao, istoric și oficial chinez (n. 3 d.Hr.)  [2]
- Domitia Lepida cea Tânără, văduvă a lui Marcus Valerius Messalla Barbatus, mama lui Valeria Messalina și fostă soacră a lui Claudius (n. 10 î.Hr.)
- Gaius Stertinius Xenophon, medic grec, probabil l-a otrăvit pe Claudius
- Marcus Junius Silanus, consul roman (n. 14 d.Hr.)
- Apostolul Stachis, episcop bizantin și sfânt